# El sexto sentido (película de 1929)
El sexto sentido es una película vanguardista y experimental española dirigida por Nemesio Manuel Sobrevila en Madrid en 1929. Fue rodada entre el 1 de abril y el 31 de mayo de ese año en Madrid y su proceso final se desarrolló en el laboratorio Ardavín.

## Análisis
Supone una aportación a la vanguardia cinematográfica, no exenta de crítica a sus postulados más radicales, sobre la base de un argumento folletinesco, pero rompiendo las convenciones más conservadoras y maniqueas en una línea de crítica social. Sobrevila intenta conjugar las innovaciones formales del cine de vanguardia con el costumbrismo que pudiera conectar con el público y generar una industria.
En él se reivindica al cineasta como creador y se plantea una reflexión acerca de las propuestas del cine vanguardista: cine impresionista, cubista, dadaísta, poema visual urbano (de raíz cubista), expresionista, abstracto, surrealista..., movimientos cinematográficos acerca de los que Nemesio Sobrevila demuestra estar muy al tanto.

## Reparto
- Kamus: Ricardo Baroja
- Carmen: Antonia Fernández Ardavín
- Padre de Carmen: Faustino Bretaño
- Carlos, el optimista: Enrique Durán
- León, el pesimista: Eusebio Fernández Ardavín
- Portera: María Anaya
- Luisa: Gher Paj (Gertrudis Pajares)
- Ricachón calvo: Francisco Martí